# بارتوز پیاشسکی
بارتوز پیاشسکی (انگلیسی: Bartosz Piasecki؛ زادهٔ ۹ دسامبر ۱۹۸۶) ورزشکار شمشیربازی اهل نروژ است.
وی در مسابقات کشوری و بین‌المللی در مجموع برندهٔ ۱ مدال نقره شده‌است.